# Virág Vörös
Virág Vörös (* 12. Juli 1999 in Szombathely) ist eine ehemalige ungarische Skispringerin.

## Werdegang
Vörös gab ihr internationales Debüt am 21. Februar 2014 beim FIS-Cup-Wettbewerb von der Trambulina Valea Cărbunării in Râșnov. Ende Januar 2015 nahm sie am Europäischen Olympischen Winter-Jugendfestival 2015 in Tschagguns teil und belegte dabei den 22. Platz. Auch bei den Nordischen Junioren-Skiweltmeisterschaften in Almaty eine Woche später blieb sie chancenlos und wurde 32. Zwei Wochen später verpasste Vörös die Qualifikation für den Wettkampf von der Normalschanze bei den Nordischen Skiweltmeisterschaften 2015 in Falun.

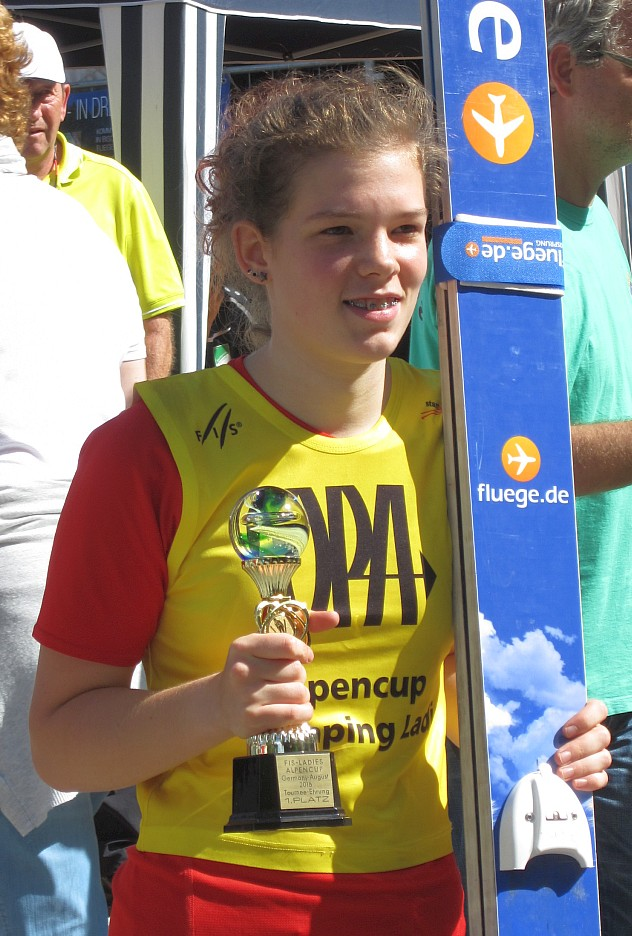
Vörös als Siegerin der Alpencup-Tournee 2016

Im Rahmen des FIS-Carpath-Cup im September 2015 in Râșnov erreichte Vörös als Zweite erstmals das Podest. In der Gesamtwertung des Carpath Cups 2015/16 belegte sie den dritten Rang. Rund einen Monat später wurde Vörös ungarische Meisterin, wobei sie im Seniorenbereich keine Konkurrenz hatte. Im Winter ging sie lediglich bei den Olympischen Jugend-Winterspielen 2016 in Lillehammer an den Start, wo ihr die Ehre der Flaggenträgerin Ungarns bei der Eröffnungszeremonie zuteilwurde. Den Wettbewerb schloss sie als Dreizehnte und somit Letzte ab. Zu Beginn des Sommers 2016 durfte Vörös an den Wettbewerben des Alpencups teilnehmen. Dabei machte sie mit vier Siegen bei sechs Wettkämpfen in Klingenthal, Pöhla und Bischofsgrün sowie dem daraus resultierenden Gesamtsieg der Tournee auf sich aufmerksam. Ende August 2016 debütierte sie in Oberwiesenthal im Continental Cup, wo sie auf Anhieb ihre ersten beiden Punkte sammeln konnte. Für die Wintersportsaison 2016/17 fiel Vörös jedoch aufgrund eines Kreuzbandrisses aus. In der Saison 2017/18 nahm Vörös regelmäßig an Wettkämpfen des FIS Cups sowie vereinzelt auch an solchen des Continental Cups teil, blieb dabei aber weitestgehend erfolglos. Darüber hinaus startete sie bei den Nordischen Junioren-Skiweltmeisterschaften 2018 im schweizerischen Kandersteg, wo sie sich auf den 38. Platz einreihte. Ein Jahr später platzierte sie sich bei den Nordischen Junioren-Skiweltmeisterschaften 2019 in Lahti auf dem 44. Rang. Am 10. Februar 2019 debütierte Vörös in Ljubno im Weltcup, verpasste als Drittletzte jedoch deutlich den zweiten Durchgang. Ähnlich erging es ihr bei den Nordischen Skiweltmeisterschaften 2019 in Seefeld, als sie die Qualifikation für den Wettkampf von der Toni-Seelos-Olympiaschanze verpasste.
Mit zwei fünften Plätzen beim Continental-Cup-Springen Anfang August 2019 in Szczyrk zeigte sich Vörös in guter Frühform, sodass sie am 18. August in Frenštát pod Radhoštěm auch im Grand Prix startete. Beim Wettkampf von der Normalschanze belegte sie den 23. Platz, womit Vörös die erste Ungarin wurde, die Grand-Prix-Punkte gewinnen konnte. In der Gesamtwertung des Grand Prix erreichte sie somit den 36. Platz. Auch im Winter versuchte sich Vörös nun regelmäßig auf höchster Ebene im Weltcup, konnte sich allerdings meist nicht für die Wettbewerbe qualifizieren. Ende Januar 2020 gelang ihr schließlich in Râșnov erstmals der Sprung in die Punkteränge. Damit war sie die erste ungarische Springerin, die einen Weltcuppunkt gewinnen konnte. Im März 2020 zog sich Vörös bei einem Sturz im Prolog der Raw Air 2020 in Oslo schwere Verletzungen zu. Wenige Tage später wurde der zweite Kreuzbandriss ihrer Karriere diagnostiziert. Sie musste daher ihre Saison, in der sie sowohl im Weltcup als auch im Grand Prix und im Continental Cup ihre bis dato besten Gesamtergebnisse erzielen konnte, vorzeitig beenden. Darüber hinaus rechnete sie mit bis zu neun Monaten Verletzungspause, womit ihre Teilnahme an den Nordischen Skiweltmeisterschaften 2021 in Oberstdorf als gefährdet galt. Allerdings verlief ihre Rehabilitation nach Plan, sodass sie bereits Mitte Oktober 2020 auf die Schanze zurückkehren und sich auf den Winter vorbereiten konnte. Zum Weltcup-Auftakt Mitte Dezember 2020 in der Ramsau kehrte sie zum Weltcup-Zirkus zurück, verpasste jedoch die Qualifikation für das Einzelspringen. Auch bei den Nordischen Skiweltmeisterschaften 2021 schied Vörös sowohl von der Normalschanze als auch von der Großschanze in der Qualifikation aus. Wenige Wochen später erkrankte Vörös am Virus SARS-CoV-2. Aufgrund ihrer Erkrankung konnte sie mehrere Wochen nicht trainieren und stieg daher verspätet in die Vorbereitung auf die Saison 2021/22 ein. Im Mai 2021 kündigte zudem ihr Trainer Vasja Bajc den Vertrag mit dem ungarischen Skiverband. Vörös gab an, aufgrund der Kombination der Ereignisse kurzzeitig an ein Karriereende gedacht zu haben, doch entschied sie sich für eine Fortsetzung unter ihrem neuen Trainer Mitja Oranič. Ende November 2021 gab Vörös schließlich doch ihr Karriereende bekannt.

## Statistik

### Weltcup-Platzierungen
| Saison  | Platz | Punkte |
| ------- | ----- | ------ |
| 2019/20 | 42.   | 012    |

### Grand-Prix-Platzierungen
| Saison | Platz | Punkte |
| ------ | ----- | ------ |
| 2019   | 36.   | 008    |

### Continental-Cup-Platzierungen
| Saison  | Sommer | Sommer | Winter | Winter | Gesamt | Gesamt |
| Saison  | Platz  | Punkte | Platz  | Punkte | Platz  | Punkte |
| ------- | ------ | ------ | ------ | ------ | ------ | ------ |
| 2016/17 | 51.    | 002    | –      | –      | 65.    | 002    |
| 2017/18 | 38.    | 013    | 58.    | 004    | 67.    | 017    |
| 2018/19 | –      | –      | 55.    | 008    | 69.    | 008    |
| 2019/20 | 11.    | 121    | –      | –      | 25.    | 121    |